# エフルート
エフルート株式会社（FROUTE Corporation）は、携帯電話向け検索ポータルサイト事業、コンテンツ配信事業およびメディアシンジケーション事業などモバイル向け情報流通に関するサービスを提供している企業である。社名と同名のサービス「froute.jp」を展開。
2010年に設立した100％子会社のエフルートレックスでは、ソーシャルアプリ事業、同時期に設立したエフルート・モバイル・テクノロジーでは海外事業を展開しており、デジタルコンテンツ検索の開発力に強みを持つ。
エフルートの運営する「froute.jp(エフルート)」は、月間ユニークユーザー数400万人をかかえるモバイル検索ポータルサイト。NTTdocomo・au では公式メニューから利用できるモバイル検索プレイヤーとしてサービスを展開。エフルートでは、携帯電話向けに最適化された独自の表示方式「Expand Search（TM）」を採用しており、動画・複数公式サイトの楽曲情報・辞書などの情報が、見やすくカテゴリー分けされた検索結果で表示される検索サービスを提供している。また、他社への検索機能の提供を積極的に進めており、携帯電話向け複数公式サイトの楽曲コンテンツ横断検索機能は、大手モバイルポータルサイトを始めとした200 以上のメディアに採用され、業界シェアNo.1 。
2011年10月に、アクセルマーク株式会社を存続会社とし、アクセルマーク株式会社とエフルート株式会社は合併。

## 会社情報
- 所在地：東京都中野区本町1-32-2　ハーモニータワー
- 設立 2003年7月1日
- 代表取締役社長 尾下順治

## 業務内容
- 検索ポータル事業
- コンテンツ配信事業
- メディアシンジケーション事業
- ソーシャルアプリ事業
- 海外事業

## 子会社
- エフルートレックス株式会社
- エフルート・モバイル・テクノロジー株式会社

## 沿革
- 2011年10月　アクセルマーク株式会社と合併（存続会社　アクセルマーク株式会社）
- 2010年2月　100％子会社、エフルートレックス株式会社を設立
- 2010年2月　100％子会社、エフルート・モバイル・テクノロジー株式会社
- 2009年12月　ソーシャルアプリ事業へ参入
- 2009年8月　業務拡大に伴い本社を中野区本町へ移転
- 2008年12月　FROUTE Search Technology LLP　を設立
- 2008年8月　尾下順治が代表取締役社長に就任
- 2007年6月　ビットレイティングスからエフルート株式会社へ社名変更
- 2006年12月　第三者割当増資を実施し資本金を2億1,000万円へ増資
- 2006年6月　メディアシンジケーション事業へ参入
- 2006年4月　業務拡大に伴い本社を現在の千代田区九段南へ移転
- 2006年2月　住友商事などを中心に第三者割当増資を実施し資本金を6,000万円へ増資
- 2005年4月　検索エンジンOEM提供を開始
- 2005年4月　業務拡大に伴い本社を千代田区三崎町へ移転
- 2004年7月　コンテンツ配信事業へ参入
- 2003年7月　エフルートの前身となるビットレイティングス株式会社を設立
- 2003年3月　現在のfroute.jp(エフルート)の前身サービスが本格オープン